# Petite chapelle Notre-Dame-de-Pitié
La petite chapelle Notre-Dame-de-Pitié est un édifice religieux privé, d'une contenance de 30m2, sise au 34 rue de la chapelle dans le quartier Bonsecours à Trouville-sur-Mer, édifiée sur une parcelle de 85m2 .

## Historique
Avant 1600 la famille de Surtainville originaire du Cotentin et habitant Hennequeville fait édifier une chapelle. À la fin du XVIe, Guillaume Croix marin d'Hennequeville épouse Marie de Surtainville fille de noble Robert de Surtainville son voisin.
Pour remercier la Vierge de cette union, Guillaume dédie la chapelle à Notre Dame de Pitié .
En 1677, elle figure déjà sur la carte de Boissaye du Bocage 

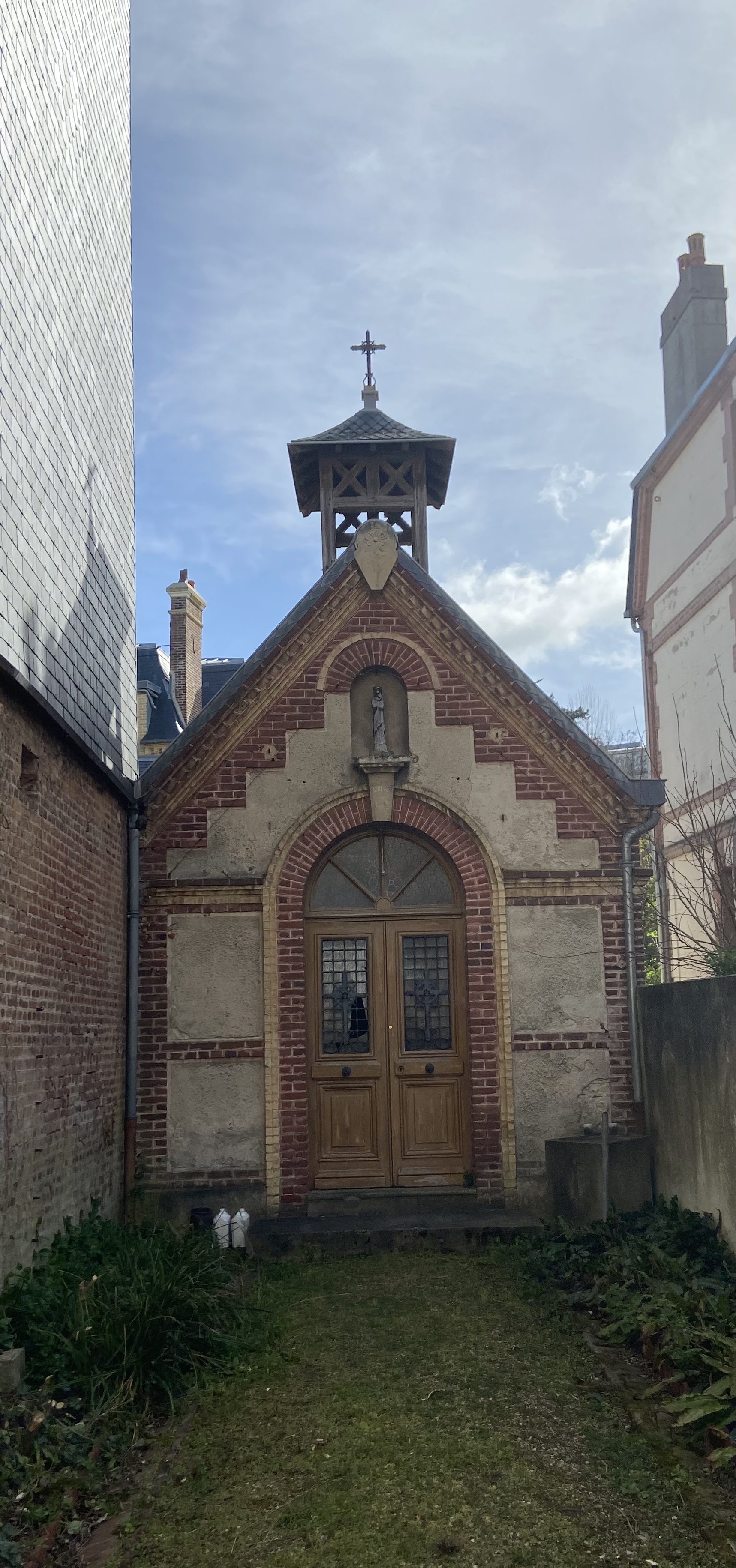
Chapelle de 1902
vue actuelle avant restauration (2024)

Le 28 décembre 1721 Henry Hennegué d'Hardencourt, curé de Saint-Michel d'Hennequeville depuis le 21 avril, prend possession de la chapelle pour continuer le culte .
En 1761 après le décès de Robert Croix, troisième du nom, ses héritiers se partagent ses biens et la parcelle sur laquelle est située la chapelle échoit à son frère Pierre (l'oncle), sous la condition que la chapelle reste en indivis entre tous les descendants de Guillaume qui s'engagent à en assurer l'entretien et la reconstruction si nécessaire. Ces conditions sont confirmées lors du partage du 5 janvier 1784 et de celui de 1827.
Vers 1800 les anciens murs de la première chapelle en colombage et torchis sont remplacés par des murs en blocage recouvert de crépi blanc. Le rôle d'amer de la petite chapelle est également accentué par la présence d'une grande croix au sommet du toit visible des bateaux.
En 1852, Marguerite Julie Croix propriétaire du lot de la chapelle (cadastré 224, section B, 2e feuille) décide de vendre à Alexandre Lucy riche propriétaire de Saint-Germain-en-Laye. Celui-ci désirant dégager la vue sur la mer demande l'autorisation de destruction de la chapelle provocant de la part des descendants Croix, toujours en indivis, une action en justice dont l'issue en 1856, faisant jurisprudence, est la conservation de la chapelle.

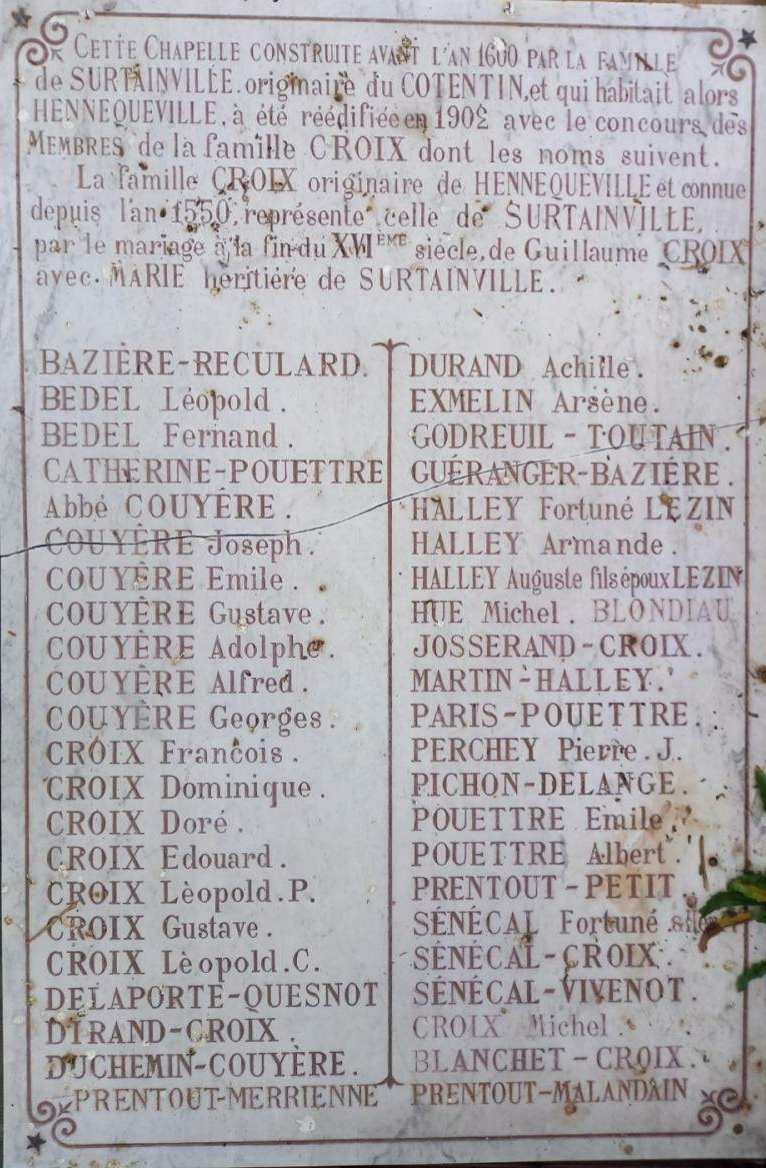
Liste des descendants de Guillaume

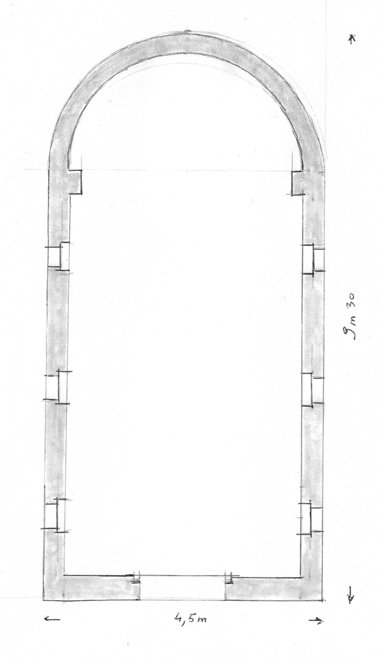
Plan (1902)

Le 28 mai 1902, alors que deux ouvriers procèdent à des travaux d'entretien, un craquement se fait entendre et le toit et une partie des murs s'écroulent. Les descendants de Guillaume fidèles à leur engagement se réunissent dès le mois de juin et un plan de l'architecte trouvillais Valère Fourneau est proposé à soumission sous enveloppe cachetée. Eugène Barbier entrepreneur trouvillais est retenu pour l'exécution des travaux. La troisième et dernière chapelle est allongée de 1,05m vers la rue pour augmenter sa contenance à une quarantaine de personnes. La nouvelle chapelle est bénite le 27 septembre 1902 par l'abbé Lefèvre curé de Manerbe , . Une plaque de marbre fixée à droite à l'entrée dans la chapelle donne la liste des donateurs descendants de Guillaume. Une plaque donnant la liste des principaux bienfaiteurs est ajoutée ensuite à gauche de l'entrée.
En 1923 la voute de l'abside est peinte d'une fresque naïve évoquant la rencontre de Guillaume et Marie sur la plage.
Le  retable d'origine, d'époque Louis XIII  à colonnes torsadées encadrant une Pietà, d'après Antoine van Dyck, a été conservé.

## Usage
Depuis le partage de la succession, une messe était dite par le curé d'Hennequeville chaque vendredi. La chapelle dépendant de l'abbaye de Fécamp un désaccord sur la nomination du curé et des remarques de ce dernier sur la difficulté de descendre d'Hennequeville à Bon-Secours aboutissent à la nomination du curé de Trouville pour dire les messes après l'annexion d'Hennequeville par Trouville en 1847. À ce jour la chapelle sert pour une messe annuelle le vendredi précédant le Dimanche des Rameaux.
 Aucune messe n'a été célébrée depuis 2018.

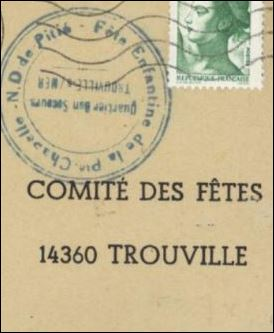
Cachet du comité des fêtes.

## Folklore
« La fête de la petite chapelle », une fête enfantine avait lieu à l'occasion des Rameaux, défilé des enfants des écoles, distribution de goûter et de tickets de manèges. Les manèges et différentes attractions occupaient la place de l'église , le parking et le côté droit de la rue Victor Hugo et de la rue de la chapelle
 Des compétitions festives, course à l'oeuf, course en sac étaient destinées aux enfants. Un grand concours de domino réservé aux adultes se déroulait dans les cafés du quartier désignant le "Domino d'or" de l'année.
 Dans la rue de l'atelier Boinne des parties du "jeu de butte" donnaient lieu à des paris d'argent entre pêcheurs.
 En 1985 la fête existe encore et un lâcher de ballons (concours de distance parcourue) est organisé par le comité des fêtes.

## Actualité
Sur le nouveau cadastre le terrain et la chapelle figure sur la feuille AI sous le N° 266.

En 2017 les propriétaires actuels expriment le désir de faire don de la chapelle à la municipalité de Trouville, sous certaines conditions. Cette requête est acceptée sur le principe par le conseil municipal du 17 février 2017. À cette occasion; le 10 août 2017, un inventaire du mobilier et une estimation de la chapelle et de son contenu sont dressés à la demande de la mairie.
Après la dernière messe de 2018, la présence de mérule est constatée amenant la fermeture de la chapelle au public et le démontage des ornements ainsi que l'évacuation du mobilier. La chapelle est donc nue aujourd'hui à l'exception de l'autel du 17éme et de la plaque des bienfaiteurs.
 Le 9 avril 2019 un avant contrat de donation provisoire et à titre conservatoire (art.L2242-1 et L2242-4 du code général des collectivités territoriales) est rédigé et signé devant le notaire de la ville, en attente d'une acceptation définitive validée par le conseil municipal. 

Le 20 mars 2023, une association loi de 1901 dénommée "Chapelle +", dont l'objectif avoué est la restauration et l'entretien de la chapelle, est créée. Après 4ans d'attente, Le 13 décembre 2023, la question de l'acceptation définitive de donation de la chapelle étant inscrite à l'ordre du jour du conseil municipal, sous le numéro 20, la maire annonce en ouverture de séance la révocation du don par les héritiers Croix . Cette révocation est adoptée le 15 février 2024 à l'unanimité du conseil municipal qui l'estime positive pour les finances de la ville.
Après ce renoncement, l"Association de la petite chapelle de la famille Croix" est fondée le 18 janvier 2024  et se rapproche de "Chapelle +" pour des actions communes de collecte de fonds pour la rénovation.
L'association de la petite chapelle de la famille Croix est ouverte aux seuls descendants de Guillaume Croix et Marie de Surtainville ainsi que leurs conjoints.

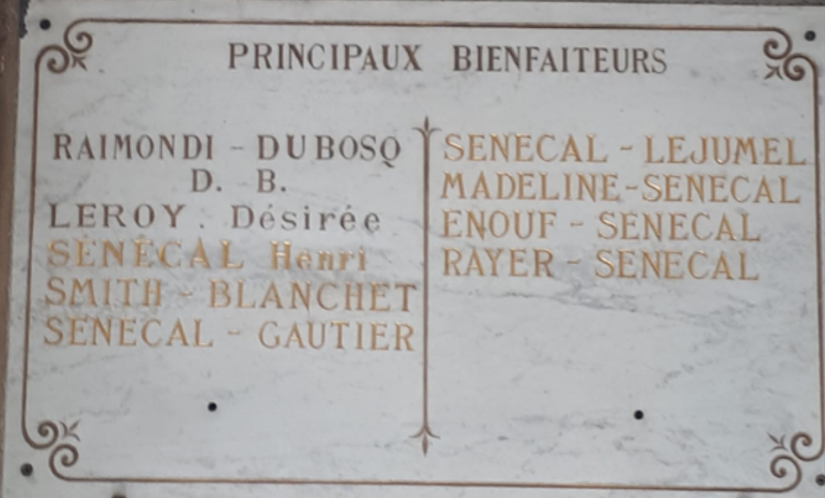
Plaque des bienfaiteurs

Les 22 et 23 juin 2024 les deux associations conjointes ouvrent la chapelle au public. Un flyer exposant le but de ces deux associations associées au verso, et le recto décoré d'une photo montage de la chapelle au milieu des dunes est distribué aux visiteurs les invitant à soutenir cette action.
Le 12 mars 2025 une nouvelle association "La petite chapelle" voit le jour .

Le vendredi 11 avril 2025, avant le dimanche des rameaux, une messe est de nouveau célébrée reprenant la tradition du lieu.